# Pomnik Stanisława Pawłowskiego w Tarnobrzegu
Pomnik Stanisława Pawłowskiego w Tarnobrzegu – tarnobrzeski pomnik, znajdujący się przy skrzyżowaniu ulic Sienkiewicza oraz Sikorskiego. Upamiętnia on odkrywcę złóż siarki w okolicach Tarnobrzega – profesora Stanisława Pawłowskiego. Pomnik jest wykonany z brązu i przedstawia postać profesora Pawłowskiego, trzymającego w ręku bryłkę rudy siarki. Autorem projektu pomnika jest Józef Opala, artysta i rzeźbiarz z Koprzywnicy, absolwent Akademii Sztuk Pięknych w Warszawie.
Z inicjatywą uhonorowania zasług profesora wyszedł Stefan Struzik, wieloletni dyrektor Zespołu Szkół Budowlanych w Tarnobrzegu, który stanął na czele Społecznego Komitetu Budowy Pomnika (powołanego w październiku 2008). W komitecie honorowym zasiadł m.in. ówczesny wiceminister skarbu państwa Jan Bury.
We wrześniu 2009 wylano fundamenty pod budowę pomnika. W kwietniu 2010 rozpoczęto stawianie posągu.
Odsłonięcie pomnika miało miejsce 4 września 2010. W uroczystości wzięli udział: wiceminister skarbu państwa Jan Bury, prezydent Tarnobrzega Jan Dziubiński oraz inicjator budowy pomnika – ówczesny szef struktur SLD w Tarnobrzegu Stefan Struzik. Państwowy Instytut Geologiczny reprezentował Jerzy Nawrocki. Obecni byli również dawni współpracownicy prof. Pawłowskiego – dr Bolesław Kubica i Andrzej Gąsiewicz. Towarzyszyli im weterani tarnobrzeskiego górnictwa, dyrektorzy kopalń, górnicy i wiertnicy. Wartę pod pomnikiem sprawowali harcerze, a oprawę muzyczną zapewniła tarnobrzeska Miejska Orkiestra Dęta. Honorowymi gości byli: Władysław Stępień, poseł na Sejm II, III, IV i V kadencji oraz Stanisław Skawiński, wiceprzewodniczący Rady Wojewódzkiej SLD w Rzeszowie.